# Jozef Jankovič
Jozef Jankovič (* 8. listopadu 1937 Bratislava - 6. června 2017 Bratislava) byl slovenský sochař, malíř a grafik. Za normalizace žil sice na Slovensku, ale v podstatě ve vnitřní emigraci. Po sametové revoluci byl krátce poslancem Sněmovny lidu Federálního shromáždění.

## Biografie
Uměleckou školu, kterou studoval v letech 1952–1956, vychodil v Bratislavě. Poté nastoupil na Vysokou školu výtvarného umění, kterou ukončil roku 1962.
Stal se vůdčí osobností ve slovenském sochařství. Centrem jeho sochařské i grafické tvorby jsou syntézy podnětů pop-artu, nového sochařství a nového realismu. Od šedesátých let slavil velké úspěchy i v mezinárodním měřítku, kdy byl oceňován po celé Evropě. Po nástupu normalizace jeho angažované umění narazilo na nepřízeň komunistických pohlavárů, v roce 1972 mu bylo pozastaveno členství v nově se formujícím Svazu slovenských výtvarných umělců. To v praxi znamenalo, že nemohl vystavovat doma ani v zahraničí, veřejné sbírky přestaly nakupovat jeho díla, nemohl publikovat. Po sametové revoluci začal vyučovat na Vysoké škole výtvarného umění v Bratislavě a byl i jejím prvním porevolučním rektorem (od roku 1990). Patří mezi největší osobnosti poválečného slovenského umění.
Milníky jeho umělecké dráhy jsou jeho rozsáhlá díla a tvorba, kterou zasáhnul téměř do všech médií výtvarného umění: od sochy a reliéfu, přes kresbu, koláž, grafiku, šperk, spolupráci s architekturou i grafický design a v neposlední míře zmíněná pedagogická činnost.
Ikonografický model jeho tvorby – deformovaná socha s charakteristickými končetinami – se stala paradigmem slovenského sochařství. Zároveň jako jeden z mála umělců dokázal při uchování vnitřní kontinuity a identity vlastní tvorby přijímat stále nové podněty a transformovat jejich charakter. Od sedmdesátých let se věnuje i pracím z papíru, kdy se pro ideologické zákazy režimu nemohl věnovat plastice a tak byl tehdy prvním umělcem, který začal tvořit počítačovou grafiku a o něco později i koláže. Tento typ tvorby přešel svými vývinovými fázemi od převážně sochařských, k dílům s geometrickými prvky. Geometrie jako součást řešení výtvarných problémů má v umělcově tvorbě svoje permanentní místo, ale v různých funkcích. V sérii „Transformácie“ vychází Jankovič z citačního principu vlastního komentáře k dílu jiného umělce. Transformované dílo různých umělců si buď „přisvojuje“, nebo „polidšťuje“, což by mohlo znamenat to stejné, neboť i forma přisvojení je polidštění v duchu Jankovičova sochařského paradigmatu. Je to současně i přiznání potřeby logického pořádku v chaosu lidské existence, nebo jistý druh odstupu od obou. Přitom abstraktní formy (Malevič, Buren, Lohse, Mangold a další) nevnímá jako rekapitulaci geometrie, ale v koexistenci s ní hledá nové vyjadřovací možnosti.
Jeho celoživotní dílo je monumentálním podobenstvím o člověku, jeho dramatech a individuálním společenském údělu, o odcizení sebe samého a i o totalitní moci v nejrozmanitějších podobách.
Angažoval se krátce i politicky. V lednu 1990 zasedl v rámci procesu kooptací do Federálního shromáždění po sametové revoluci do Sněmovny lidu (volební obvod č. 200 – Vranov nad Topľou, Východoslovenský kraj) jako bezpartijní poslanec. Ve Federálním shromáždění setrval do konce funkčního období, tedy do svobodných voleb roku 1990.

## Ocenění
Získal mnohá ocenění, z nichž si uvedeme například:
- Grand Prix na bienále Danuvius v Bratislavě (1968),
- cenu na Bienále mladých v Paříži (1969),
- Herderovu cenu (1983)
- Řád Ľudovíta Štúra II. třídy (2004)

Reprezentoval Slovensko na Bienále v Benátkách (1970, 1995), na výstavě východoevropské avantgardy Europa-Europa v Bonnu (1994) atd. Realizoval sochařské práce v Chorvatsku, Slovinsku, Německu, Francii (Paříž), Jižní Koreji (Soul).

## Významné práce

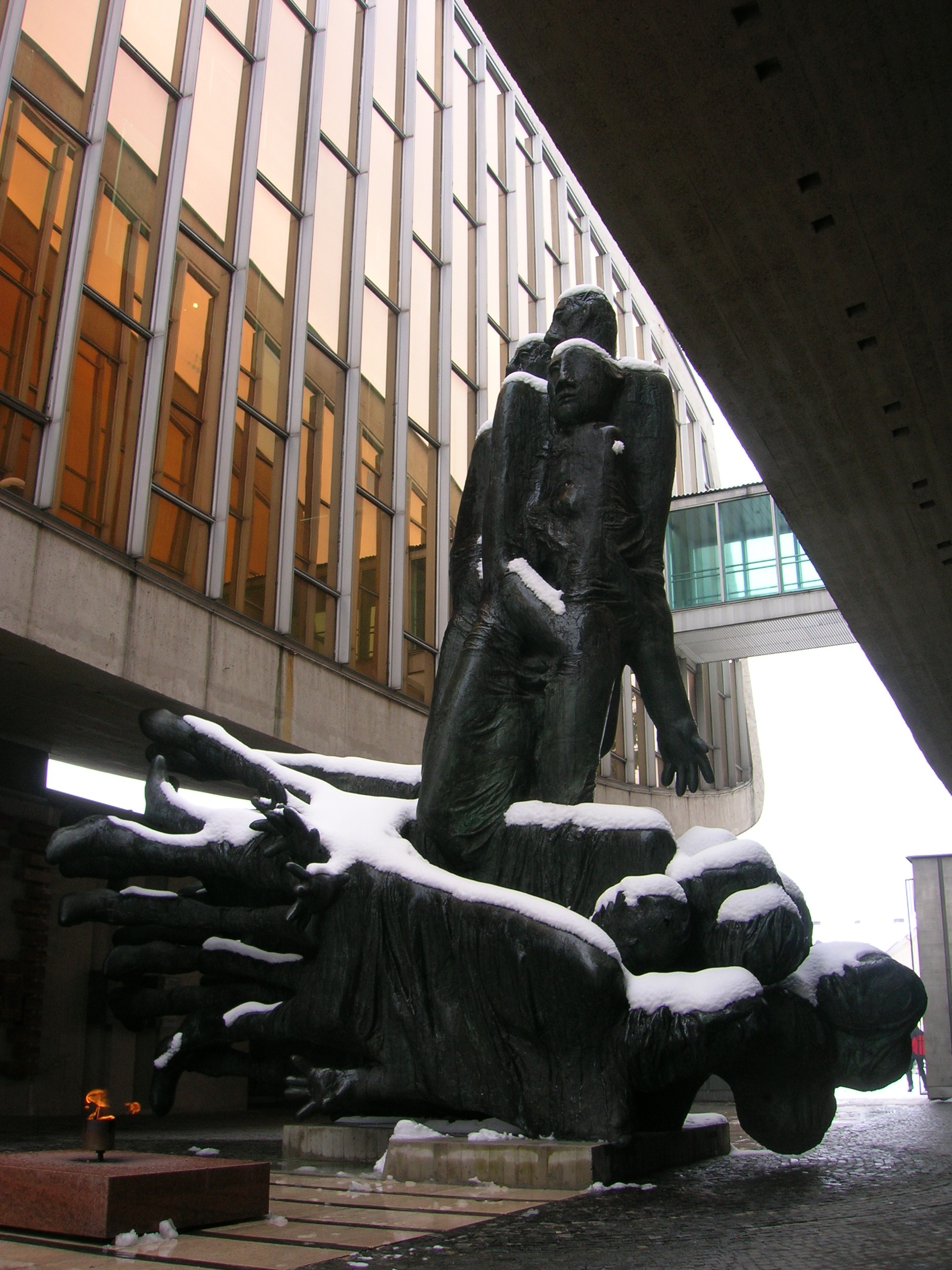
Památník Obete varujú v areálu Muzea SNP v Banské Bystrici

- Nafúkanci, 2002, (počítačová grafika)
- Pokrčený osud, 1998
- Reminiscencia, 1998
- Pokus o stretnutie, 1991
- Ľavica a pravica, 1989, epoxid
- Zasaď strom, postav dom, 1994
- Konečné riešenie, 1993
- Krucifix, 1993
- Pohľad naspäť, 1993
- Inkognito, 1993
- Večný kolobeh, 1992, epoxid
- Červená ruka, 1991, epoxid
- Pokus o stretnutie, 1991, epoxid
- Preklápanie, 1991, epoxid
- Rozdelenie, 1990, epoxid
- Memento, 1989, epoxid
- Päť figúr, 1989, epoxid
- Apatia, 1988
- Samota, 1988
- Rozhovor, 1987
- Stretnutie, 1986, polyester
- E.U.R., 1988
- Ecce homo, 1987
- Kráčajúci pomník, 1987
- Červený klin, 1990
- V šľapajách otcov, 1987
- Brána, 1985, mramor
- Miesto hore, 1987, kámen
- Pavučina, 1969
- Súkromná manifestácia, 1968
- Odtlačok II. / Print II., 1971
- Odtlačok I. / Print I., 1971
- Sčot / Abacus, 1970
- Veľký osud / Geat Destiny, 1970
- Pohyblivé ruky, 1970
- Ruky, 1968
- Biela, modrá, červená, 1968
- Veľký pád, 1968
- Obete varujú, 1967, bronz, Památník SNP v Banské Bystřici
- Pomník SNP v Kováčovej, 1969
- Bez názvu, 1966, bronz
- Víťazný oblúk, Žltý tieň, Modrý tieň, 1966
- Posledná pocta bratovi, 1966
- Väzenie VII., 1965
- Bez názvu IV., 1965
- Večné svetlo, 1965
- Bez názvu, 1965
- TBC, 1963, bronz
- Červená hlava, 1994
- Krajina X., 1984, polyester
- Krajina V., 1980

## Skupinové výstavy
- 2019 Doba plastová, Východočeská galerie v Pardubicích, Zámek, Pardubice, 26. června – 6. října 2019[4][5]